# شیما آندرس
شیما آندرس (به انگلیسی: Chema Andrés؛ زادهٔ ۲۵ آوریل ۲۰۰۵) بازیکن فوتبال اهل والنسیا، اسپانیا است که در حال حاضر برای باشگاه فوتبال رئال مادرید کاستیا بازی می‌کند. 
وی همچنین در تیم‌های ملی فوتبال زیر ۱۸ سال اسپانیا و زیر ۱۹ سال اسپانیا بازی کرده است.